# Miguel Eyquem Astorga
Miguel Eyquem Astorga (Santiago de Chile, 14 de julio de 1922 - Lo Barnechea, 2 de marzo de 2021), fue un arquitecto, urbanista, profesor, diseñador aeronáutico y aviador chileno, cofundador del Instituto de Arquitectura de la Pontificia Universidad Católica de Valparaíso y miembro fundador de la Ciudad Abierta de Ritoque.

## Biografía
Nacido en Santiago de Chile en 1922, Eyquem se destacó por el desarrollo de proyectos urbanos como la Villa San Luis (1969-1974) en Santiago, Chile, y la Casa Luis Peña (1982). Asimismo, formó parte del grupo de arquitectos y artistas que refundó la Escuela de Arquitectura de la Pontificia Universidad Católica de Valparaíso en 1952. El inédito planteamiento pedagógico arquitectónico desde la poesía, el arte y el oficio ha sido destacado a nivel internacional como el principal proyecto de su tipo en Latinoamérica.
En 2009 fue nombrado doctor honoris causa por la Pontificia Universidad Católica de Valparaíso en "reconocimiento a su gran labor creativa en el ámbito de la arquitectura, los diseños y la docencia". En 2016 Eyquem publicó el libro "El proyecto de la obra: de la gravedad a la levedad" con la Editorial ARQ.
El principal legado de Eyquem es su influencia en la fundación, construcción y desarrollo de la Ciudad Abierta de Ritoque. En conversación con el arquitecto chileno Nicolás Valencia, Eyquem explicó el espíritu de la Ciudad Abierta de Ritoque:
"Es una experiencia de vida [...] quitémonos todos los -ismos del mundo y todas las religiones que quieran. [Aquí] estamos descubriendo quiénes somos".
Respecto a su legado, el arquitecto chileno y director del Museo Nacional de Bellas Artes, Fernando Pérez Oyarzún, lo destacó como "un constructor poético a todas las escalas”.

## Obras
- Proyecto Urbanístico San Luis, Las Condes, Chile, 1969-1974
- Casa Luis Peña, Colina, Chile, 1981
- Hotel Antumalal (en asociación con Jorge Elton), Pucón, Chile, 1950